# Jennifer Grey
Jennifer Grey (født 26. marts 1960) er en amerikansk skuespiller. Hun er best kendt for rollerne som Frances "Baby" Houseman i filmen Dirty Dancing (1987) og som Jeanie Bueller i En vild pjækkedag (1986).

## Tidlig liv
Grey blev født i New York og er datter af skuespilleren Joel Grey og den tidligere skuespiller og sanger Jo Wilder. Grey er også barnebarn af komiker og musiker Mickey Katz. Hun gik på Dalton School, en privatskole på Manhattan, og studerede både dans og skuespil.